# TOCA 2 Touring Cars
 (mars 2020).
Si vous disposez d'ouvrages ou d'articles de référence ou si vous connaissez des sites web de qualité traitant du thème abordé ici, merci de compléter l'article en donnant les références utiles à sa vérifiabilité et en les liant à la section « Notes et références ».
TOCA 2 Touring Cars est un jeu vidéo de course automobile développé et édité par Codemasters en 1998 sur PlayStation, PC.

## Principe du jeu
Le but du jeu est d'incarner un pilote dont on sélectionne le nom et d'affronter 15 autres adversaires sur une dizaine de circuits du Royaume-Uni.
Chacune des huit écuries présentes dispose de deux voitures pour le championnat, soit seize pilotes au total.

## Championnat
Chaque Grand Prix est composé de deux courses sur le même circuit, chacune précédées d'une séance de qualifications. La différence avec son prédécesseur TOCA Touring Car Championship est que la première course du Grand Prix est une course relativement courte et la deuxième course est relativement longue.
Lors des championnats, le joueur doit fournir de bons résultats (notamment pour les premières courses), un certain nombre de points étant attendu de lui pour lui permettre de continuer le championnat.

## Autres modes de jeux
Le joueur peut, comme dans la précédente édition, choisir de jouer en Course Simple, en sélectionnant la météo, le nombre de tours, etc ; ainsi que de jouer au mode contre-la-montre.
Mais de nouveaux modes de jeux sont présents, comme le mode Championnat secondaire, où le joueur affronte 9 concurrents à bord de voitures identiques pour tous les participants de la course.
Un mode Challenge est aussi disponible où vous devez rejoindre des Check Points en un temps imparti.

## Voitures et pilotes disponibles
| Voitures        | Pilotes                                        |
| --------------- | ---------------------------------------------- |
| Honda Accord    | James Thompson Peter Kox                       |
| Audi A4         | John Bintcliffe Yvan Muller                    |
| Vauxhall Vectra | Derek Warwick John Cleland                     |
| Volvo S40       | Rickard Rydell Gianni Morbidelli               |
| Ford Mondeo     | Will Hoy Craig Baird Nigel Mansell (injouable) |
| Nissan Primera  | Anthony Reid David Leslie                      |
| Peugeot 406     | Tim Harvey Paul Radisich                       |
| Renault Laguna  | Alain Menu Jason Plato                         |

## Circuits disponibles
Voici les différents circuits qui sont présents dans le jeu :
- Thruxton ;
- Silverstone ;
- Donington ;
- Brands Hatch ;
- Oulton Park ;
- Croft ;
- Snetterton ;
- Knockhill.